# Erdőbénye
Erdőbénye é um município da Hungria, situado no condado de Borsod-Abaúj-Zemplén. Tem 45,8 km² de área e sua população em 2015 foi estimada em 1.081 habitantes.